# 布兴语
布兴语（布幸、布醒、佧米、佧比；IPA: [puʃiŋ]）是一种在老挝北部丰沙里省和中国云南勐腊县由约2,000人使用的南亚语系语言。

## 名称
Yan & Zhou（2012:157）列举了下列布兴语名称：
- pu siŋ、kʰa bet （内名）
- xa13 vit55（傣仂语外名）
- kʰaʔ mĭt（克木语外名）
- 卡咪（汉语外名）

布兴语将克木语称作ta mɔi。

## 分类
保罗·西德维尔（2014）和Svantesson（1990）将布兴语归为佤德昂语支。它与抗语和广林语亲缘关系最近。

## 分布

### 老挝
在老挝，布兴语在下列村庄由2,000人使用（Gao 2004）。使用者自称“Laubit”。
- 南离
- 南兰
- 南良
- 南博
- 本尖昧
- 南拖
- 本携灰
- 本凡竮
- 南耐

Kingsada（1999）研究了老挝丰沙里省本讷县拿叻村的布兴语。

### 中国
在云南勐腊县，布兴语在2000年在下列村由539人使用（Gao 2004）。
- 南欠村、曼庄村、磨憨镇[5]
- 卡咪村、回洛村、卡米镇/勐伴镇[6]

在云南勐海县有一批勐混八甲人（注意与使用台语的勐海县勐阿镇的八甲人不一样），在和缅甸掸邦的国境线边附近（Zhou 2013）。他们生活在云南勐海县勐混镇曼必村（有48户217人），目前被分为布朗族。他们的内名是曼必或必。勐混八甲人认为他们的祖先来自老挝。他们被认为是卡必、老挝布朗族或曼必人。他们不认为自己是八甲人，这是官方给他们的称呼，但他们不觉得自己和使用傣语的勐阿八甲人有关。Yunnan（1979）基于这群人的内名和语言认定八甲是傣仂语方言。截至1960年共有225八甲人，从景谷傣族彝族自治县老肩山乡八甲村迁来。Yunnan（1979）将八甲人的位置记录为勐海县勐阿区景播乡。
据Yunnan（1979），勐腊县卡别人与一群称作布崩的人关系很近，截至1960年有15户和约100人，且使用哈尼语。Yunnan（1979）将卡别和布崩都归为哈尼族。

## 更多
- Badenoch, Nathan （2015）. Phonological sketch of the Bit language of Luang Namtha, Laos. Presentation at SEALS 25. Chiang Mai.
- 高永奇（2004）. 布兴语研究. 北京: 民族出版社.
- 颜其香 & 周植志（2012）. 中国孟高棉语族语言与南亚语系. 北京: 社会科学文献出版社.